# Anton Grimus
Anton Grimus (ur. 27 grudnia 1990 w Sydney) – australijski narciarz dowolny, specjalizujący się w skicrossie. W 2014 roku wystartował na igrzyskach olimpijskich w Soczi, zajmując 25. miejsce. Był też między innymi siódmy podczas mistrzostw świata w Voss w 2013 roku. Najlepsze wyniki w Pucharze Świata, osiągnął w sezonie 2012/2013, kiedy to zajął 58. miejsce w klasyfikacji generalnej, a w klasyfikacji skicrossu był dwunasty. Pierwsze pucharowe podium wywalczył 8 grudnia 2012 roku w Nakiska, zajmując 3. miejsce w skicrossie.

## Osiągnięcia

### Igrzyska olimpijskie
| Miejsce | Dzień     | Rok  | Miejscowość | Konkurencja | Zwycięzca             |
| ------- | --------- | ---- | ----------- | ----------- | --------------------- |
| 25.     | 20 lutego | 2014 | Soczi       | Skicross    | Jean Frédéric Chapuis |

### Mistrzostwa świata
| Miejsce | Dzień       | Rok  | Miejscowość | Konkurencja | Zwycięzca             |
| ------- | ----------- | ---- | ----------- | ----------- | --------------------- |
| 30.     | 4 lutego    | 2011 | Deer Valley | Skicross    | Christopher Del Bosco |
| 7.      | 10 marca    | 2013 | Voss        | Skicross    | Jean Frédéric Chapuis |
| 26.     | 21 stycznia | 2015 | Kreischberg | Skicross    | Filip Flisar          |

### Puchar Świata

#### Miejsca w klasyfikacji snowcrossu
- sezon 2010/2011: 35.
- sezon 2011/2012: 36.
- sezon 2012/2013: 12.
- sezon 2013/2014: 38.
- sezon 2014/2015: 26.
- sezon 2015/2016: 29.
- sezon 2016/2017:

#### Miejsca na podium w zawodach
1. Nakiska – 8 grudnia 2012 (skicross) – 3. miejsce